# Алан Мілберн
Алан Мілберн (англ. Alan Milburn; нар. 27 січня 1958, Тау-Ло, графство Дарем, Англія) — британський політик-лейборист.

## Біографія
Закінчив Ланкастерський університет. Член парламенту з 1992 по 2010.
З 1998 по 1999 — Головний секретар Казначейства.
З 1999 по 2003 — Міністр охорони здоров'я.
З 2004 по 2005 — Міністр Кабінету міністрів, Канцлер герцогства Ланкастерського.
У березні 2015 року Мілберн став канцлером Ланкастерського університету.